# 圣欧班代普雷欧
圣欧班德普雷欧（法語：Saint-Aubin-des-Préaux，法語發音：[sɛ̃.t‿obɛ̃ de pʁeo]）是法国芒什省的一个市镇，属于阿夫朗什区。

## 地理
圣欧班德普雷欧（48°48'15"N, 1°30'28"W）面积8.24 平方千米，位于法国诺曼底大区芒什省，该省份为法国西北部沿海省份，西、北、东北三面环大西洋，东起顺时针与卡爾瓦多斯省、奧恩省、马耶讷省和伊勒-维莱讷省接壤。
与圣欧班德普雷欧接壤的市镇（或旧市镇、城区）包括：圣普朗谢、圣让德尚、滨海圣派尔、圣皮埃尔朗热。
圣欧班德普雷欧的时区为UTC+01:00、UTC+02:00（夏令时）。

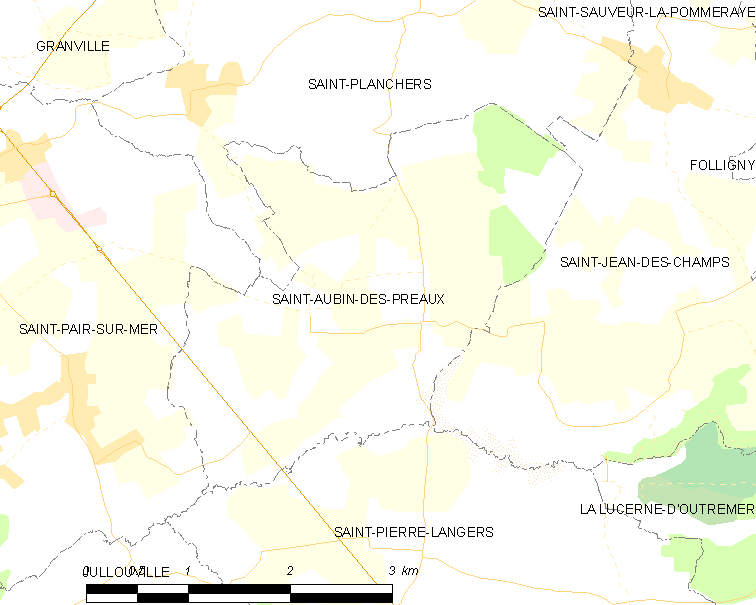
圣欧班德普雷欧的OSM定位图

## 行政
圣欧班德普雷欧的邮政编码为50380，INSEE市镇编码为50447。

## 政治
圣欧班德普雷欧所属的省级选区为布雷阿勒县。

## 人口

1962-2008年间圣欧班德普雷欧人口变化图示

圣欧班德普雷欧于2022年1月1日时的人口数量为475人。